# Anisocentropus pyraloides
Anisocentropus pyraloides is een schietmot uit de familie Calamoceratidae. De soort komt voor in het Nearctisch gebied.